# Чахівський (ландшафтний заказник місцевого значення)
Чахівський заказник — ландшафтний заказник місцевого значення в Україні. Об'єкт розташований на території Шацького району Волинської області, ДП «Любомльське ЛГ», Головненське лісництво, квартал 6, виділ 17.
Площа — 6,9 га, статус отриманий у 2002 році. 